# Episcythrastis
Episcythrastis is een geslacht van vlinders van de familie snuitmotten (Pyralidae).

## Soorten
- E. elaphitis Meyrick, 1937
- E. tabidella (Mann, 1864)
- E. tetricella (Denis & Schiffermüller, 1775)